# Rhodt unter Rietburg

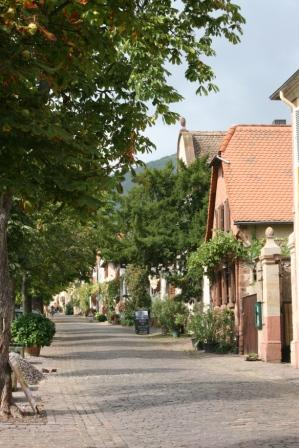
Phố Theresienstrasse ở Rhodt unter Rietburg

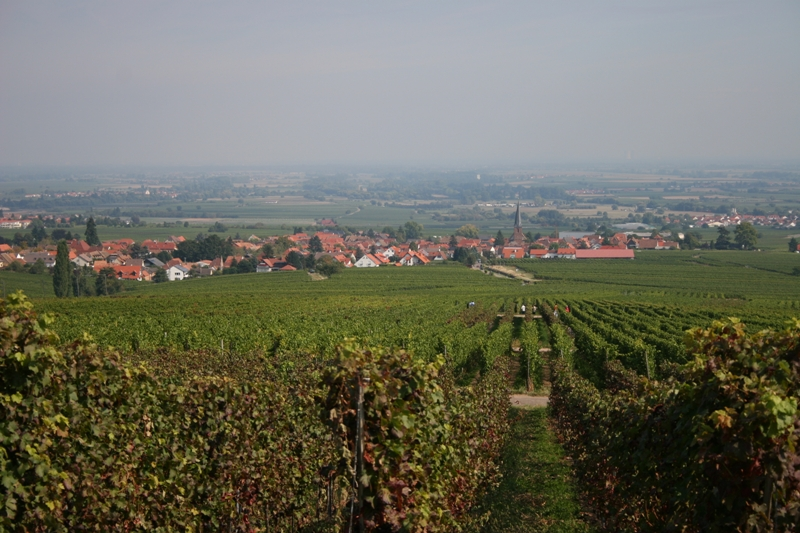
Cảnh Rhodt nhìn từ Weyher

Rhodt unter Rietburg là một đô thị thuộc huyện Südliche Weinstraße, trong bang Rheinland-Pfalz, phía tây nước Đức. Đô thị này có diện tích 10,06 km², dân số thời điểm ngày 31 tháng 12 năm 2006 là 1142 người.